# アスレーク (小惑星)
アスレーク (962 Aslog) は小惑星帯に位置する小惑星である。ハイデルベルクのケーニッヒシュトゥール天文台でカール・ラインムートによって発見された。
北欧神話に登場する女性にちなんで命名された。